# Barney Aaron
Barney Aaron (* 21. November 1800 in Aldgate, England; † 11. Juli 1859 in Whitechapel, London, England) war ein englischer Boxer jüdischer Abstammung in der Bare-knuckle-Ära. 
Er galt unter anderem als herausragender und kluger Leichtgewichtler seiner Zeit. 34-jährig zog sich Aaron bereits vom Boxsport zurück und arbeitete wie sein Vater als Fischhändler.
2001 wurde Aaron in die International Boxing Hall of Fame aufgenommen.